# Solanum compressum
Solanum compressum är en potatisväxtart som beskrevs av Lyman Bradford Smith och Robert Jack Downs. Solanum compressum ingår i släktet skattor som ingår i familjen potatisväxter. Inga underarter finns listade i Catalogue of Life.